# Lijst van voetbalinterlands Syrië - Tadzjikistan
Deze lijst van voetbalinterlands is een overzicht van alle officiële voetbalwedstrijden tussen de nationale teams van Syrië en Tadzjikistan. De landen hebben tot op heden negen keer tegen elkaar gespeeld. De eerste ontmoeting, een kwalificatiewedstrijd voor het Wereldkampioenschap voetbal 2006, werd gespeeld in Homs op 10 juni 2004. Het laatste duel, een vriendschappelijke wedstrijd, vond plaats op 11 oktober 2024 in Songkhla (Thailand).

## Wedstrijden
| № | Plaats       | Datum            | Competitie           | Wedstrijd            | Uitslag |
| - | ------------ | ---------------- | -------------------- | -------------------- | ------- |
| 1 | Homs         | 10 juni 2004     | WK 2006 kwalificatie | Syrië − Tadzjikistan | 2 − 1   |
| 2 | Doesjanbe    | 8 september 2004 | WK 2006 kwalificatie | Tadzjikistan − Syrië | 0 − 1   |
| 3 | Amman        | 23 juli 2011     | WK 2014 kwalificatie | Syrië − Tadzjikistan | 0 − 3   |
| 4 | Toersoenzoda | 28 juli 2011     | WK 2014 kwalificatie | Tadzjikistan − Syrië | 3 − 0   |
| 5 | Doesjanbe    | 31 maart 2015    | Vriendschappelijk    | Tadzjikistan − Syrië | 2 − 3   |
| 6 | Choedzjand   | 27 augustus 2016 | Vriendschappelijk    | Tadzjikistan − Syrië | 0 − 0   |
| 7 | Ahmedabad    | 10 juli 2019     | Vriendschappelijk    | Tadzjikistan − Syrië | 2 − 0   |
| 8 | Dubai        | 1 juni 2022      | Vriendschappelijk    | Syrië − Tadzjikistan | 1 − 0   |
| 9 | Songkhla     | 11 oktober 2024  | Vriendschappelijk    | Syrië − Tadzjikistan | 1 − 0   |

## Samenvatting
| Competitie        | Totaal gespeeld | Winst Syrië | Gelijk | Winst Tadzjikistan | Doelsaldo Syrië – Tadzjikistan |
| ----------------- | --------------- | ----------- | ------ | ------------------ | ------------------------------ |
| WK-kwalificatie   | 4               | 2           | 0      | 2                  | 3 − 7                          |
| Vriendschappelijk | 5               | 3           | 1      | 1                  | 5 − 4                          |
| Totaal            | 9               | 5           | 1      | 3                  | 8 − 11                         |

SFA · A-internationals · Syrisch vrouwenelftal
1940 - 1949 · 
1950 - 1959 · 
1960 - 1969 · 
1970 - 1979 · 
1980 - 1989 · 
1990 - 1999 · 
2000 – 2009 · 
2010 – 2019 ·
2020 − 2029
Afghanistan ·
Algerije ·
Australië ·
Bahrein ·
Bangladesh ·
Cambodja ·
China ·
Cyprus ·
Egypte ·
Filipijnen ·
Griekenland ·
Guam ·
Haïti ·
Hongkong ·
India ·
Indonesië ·
Irak ·
Iran ·
Japan ·
Jemen ·
Jordanië ·
Kazachstan ·
Kirgizië ·
Koeweit ·
Laos ·
Libanon ·
Libië ·
Malediven ·
Maleisië ·
Marokko ·
Mauritanië ·
Mauritius ·
Myanmar ·
Nepal ·
Noord-Korea ·
Oezbekistan ·
Oman ·
Pakistan ·
Palestina ·
Qatar ·
Rusland ·
San Marino ·
Saoedi-Arabië ·
Singapore ·
Soedan ·
Sovjet-Unie ·
Sri Lanka ·
Tadzjikistan ·
Taiwan ·
Thailand ·
Tunesië ·
Turkije ·
Turkmenistan ·
Venezuela ·
Verenigde Arabische Emiraten ·
Vietnam ·
Wit-Rusland ·
Zuid-Jemen ·
Zuid-Korea ·
Zweden
TFF · A-internationals · Tadzjieks vrouwenelftal
1994 – 1999 ·
2000 – 2009 ·
2010 – 2019 ·
2020 − 2029
Afghanistan ·
Australië ·
Azerbeidzjan ·
Bahrein ·
Bangladesh ·
Bhutan ·
Brunei ·
Cambodja ·
China ·
Estland ·
Filipijnen ·
Guam ·
Hongkong ·
India ·
Irak ·
Iran ·
Japan ·
Jemen ·
Jordanië ·
Kazachstan ·
Kirgizië ·
Koeweit ·
Libanon ·
Macau ·
Malediven ·
Maleisië ·
Mongolië ·
Myanmar ·
Nepal ·
Noord-Korea ·
Oeganda ·
Oezbekistan ·
Oman ·
Oost-Timor ·
Pakistan ·
Palestina ·
Qatar ·
Rusland ·
Saoedi-Arabië ·
Singapore ·
Sri Lanka ·
Syrië ·
Thailand ·
Trinidad en Tobago ·
Turkmenistan ·
Verenigde Arabische Emiraten ·
Vietnam ·
Wit-Rusland ·
Zuid-Korea